# Mesorópi
Mesorópi (Mesoropi) är en ort i Grekland.   Den ligger i prefekturen Nomós Kaválas och regionen Östra Makedonien och Thrakien, i den nordöstra delen av landet, 300 km norr om huvudstaden Aten. Mesorópi ligger 323 meter över havet och antalet invånare är 456.
Terrängen runt Mesorópi är kuperad söderut, men norrut är den bergig. Runt Mesorópi är det ganska glesbefolkat, med 29 invånare per kvadratkilometer. Närmaste större samhälle är Nikísiani, 10,4 km nordost om Mesorópi. I omgivningarna runt Mesorópi växer i huvudsak blandskog.